# Grammomys selousi
Grammomys selousi — вид гризунів, ендемічний для Танзанії. Мешкає в прибережних рівнинних лісах.
Таксон поєднано з Grammomys cometes.